# ジョセフ・ラジニ・レメティキ
ジョセフ・ラジニ・レメティキ（1998年12月21日 - ）は、ケニア共和国出身の陸上競技選手。専門は長距離走。拓殖大学国際学部卒業。安川電機陸上競技部所属(2023〜2025)。

## 経歴
ナイロビのオファファ・ジェリショ高校（Ofafa Jericho High School）出身。2019年4月、拓殖大学に入学。

### 大学時代

#### 大学1年次（2019年度）
- 第98回関東インカレ2部5000mでは14分12秒15で8位。10000mでは29分40秒60で13位。
- 7月の第33回サフォークランド士別ハーフマラソン大会では、気温28℃という悪条件の中1時間03分25秒で優勝。
- 9月21日の日体大長距離競技会10000mで27分51秒91を記録した。
- 学生三大駅伝デビュー戦となった第31回出雲駅伝では、3区を走り24分08秒で区間5位。
- 第51回全日本大学駅伝では2区を担当。31分46秒の区間新記録で区間3位。9人抜きで19位（21番手）から13位まで順位を押し上げた。
- 11月の上尾シティハーフマラソンでは1時間01分23秒で優勝。
- 第96回箱根駅伝では2区を担当。17位（18番手）でタスキを受けると快調なペースでごぼう抜きを展開。区間新記録を樹立した相澤晃（東洋大学）には及ばなかったものの、2区歴代3位タイとなる1時間06分18秒の好タイムをマーク。7人を抜いて11位まで順位を押し上げた。

#### 大学2年次（2020年度）
同年度より登録名を「ラジニ・レメティキ」から「ジョセフ・ラジニ」に変更した。
- 第97回箱根駅伝予選会では序盤から先頭集団でレースを進め、最後は4人の留学生の争いから抜け出して個人トップの1時間00分13秒でゴール[1]。チームは9位で本戦への出場権を獲得した。
- 本戦では前回大会に続いて2区を担当。11位（12番手）でタスキを受けると、序盤でイェゴン・ヴィンセント（東京国際大学）にかわされたものの、少しずつペースを上げていき6人抜きで6位まで順位を押し上げた。タイムは前回に及ばず1時間07分17秒の区間5位であった。

#### 大学3年次（2021年度）
- 第100回関東インカレ2部5000mでは13分57秒68で6位。10000mでは28分15秒21で8位。
- 6月の全日本大学駅伝関東地区選考会では27分54秒39で全体3位。チームは4位で本戦への出場権を獲得した。
- 9月20日の日体大長距離競技会10000mで、27分25秒65の日本学生新記録を樹立。メクボ・ジョブ・モグス（山梨学院大学）が持っていた記録を13年ぶりに更新した[2][3]。
- 第98回箱根駅伝予選会では先頭集団でレースを進めるも、腰の痛みを抱えながらの走りとなり最後は留学生同士の争いから脱落し、個人5位の1時間01分52秒でゴール。チームは10位と55秒差の11位で9年ぶりに本戦出場を逃した。
- 第53回全日本大学駅伝では3区を担当。区間新記録を樹立したヴィンセントに次ぐ区間2位の走りで、11位から5位まで順位を押し上げた。
- 11月14日の日体大長距離競技会5000mで、日本学生歴代2位となる13分18秒74を記録した。

## 人物
本人曰く、性格はのんびり屋。

## 戦績・記録

### 大学三大駅伝戦績
| 学年             | 出雲駅伝                    | 全日本大学駅伝              | 箱根駅伝                         |
| ---------------- | --------------------------- | --------------------------- | -------------------------------- |
| 1年生 (2019年度) | 第31回 3区-区間5位 24分08秒 | 第51回 2区-区間3位 31分46秒 | 第96回 2区-区間2位 1時間6分18秒  |
| 2年生 (2020年度) | 第32回 （開催中止）         | 第52回 不出場               | 第97回 2区-区間5位 1時間07分17秒 |
| 3年生 (2021年度) | 第33回 不出場               | 第53回 3区-区間2位 33分21秒 | 第98回 不出場                    |
| 4年生 (2022年度) | 第34回 不出場               | 第54回 不出場               | 第99回 不出場                    |

## 自己ベスト
- 5000m - 13分18秒74（2021年11月14日 第292回日本体育大学長距離競技会）
- 10000m - 27分25秒65（2021年9月20日 第290回日本体育大学長距離競技会） ※日本学生記録（当時）
- ハーフマラソン - 1時間00分13秒（2020年10月17日 第97回箱根駅伝予選会）